# Autódromo Municipal Juan Manuel Fangio
El Autódromo Municipal Juan Manuel Fangio, es un circuito de carreras de deporte motor, ubicado en la Ciudad de Rosario de la provincia de Santa Fe, Argentina. Es un circuito con distintas variantes de longitud, siendo la mayor de 4000 metros y la menor de 1400 metros. Es el segundo autódromo de la República Argentina que lleva el nombre del quíntuple campeón mundial, después del Autódromo Juan Manuel Fangio de Balcarce.
Este autódromo fue inaugurado el 21 de noviembre de 1981 con su primitiva longitud de 1400 metros, para luego ser reformado y ampliado a los 2595 metros finales. Con el pasar de los años, el trazado se vio en un completo y avanzado abandono, hasta su clausura en el año 2009. Finalmente, en el año 2012 el autódromo reabre sus puertas, recibiendo el nombre de Juan Manuel Fangio, en homenaje al quíntuple campeón mundial de Fórmula 1. La reinauguración fue con una competencia de la categoría Súper TC 2000. Unos meses más tarde, la actividad volvería con la concreción de la 11° fecha de las tres divisionales de la categoría Top Race. En 2019 albergó por primera vez una carrera del Turismo Carretera.

## Historia
La historia del autódromo se remonta a 1967 cuando se firmó un decreto para la construcción de un circuito en la fracción de tierras delimitada al norte por la prolongación de calle Baigorria; al oeste por los terrenos del, por entonces, aeródromo de la ciudad; al sur por la hoy calle Schweitzer; y al este por la prolongación de calle Malabia.
Estudios hidráulicos determinaron que la zona se encontraba ubicada por debajo de la cota de inundabilidad, lo que llevó, primero a la decisión de que dicho terreno debía ser tratado con obras para adecuar su uso, y luego, a la decisión de mover el futuro circuito de la ubicación original.
El inicio de las obras se paralizaron hasta 1981 cuando, ante la iniciativa de los representantes del sector automovilístico de la ciudad, se reactivó la obra de construcción del autódromo.
A fines de 1982 se finalizaron las obras y el 21 de noviembre del mismo año se inauguró el Autódromo Municipal de Rosario, con una pista de 1.400 m de longitud.
En 1993 se entregó la concesión del autódromo a manos privadas quienes extendieron el circuito original a 2.590 metros, preparándolo para recibir categorías de nivel nacional como el Turismo Competición 2000 y la Fórmula Renault Elf que pasaron por primera vez ese mismo año.
La competencia del TC 2000 de 1993 mostró ganador a Juan María Traverso con Renault Fuego GTA, por delante de Pablo Peón y Luis Belloso. La pole position la obtuvo Guillermo Maldonado, con un VW Gol, con 1'06"099 a una velocidad promedio de 141,878 km/h. La Fórmula Renault Elf mostró el podio a tres, por entonces, pilotos novatos: Juan Manuel Silva, Guillermo Ortelli y Esteban Tuero.

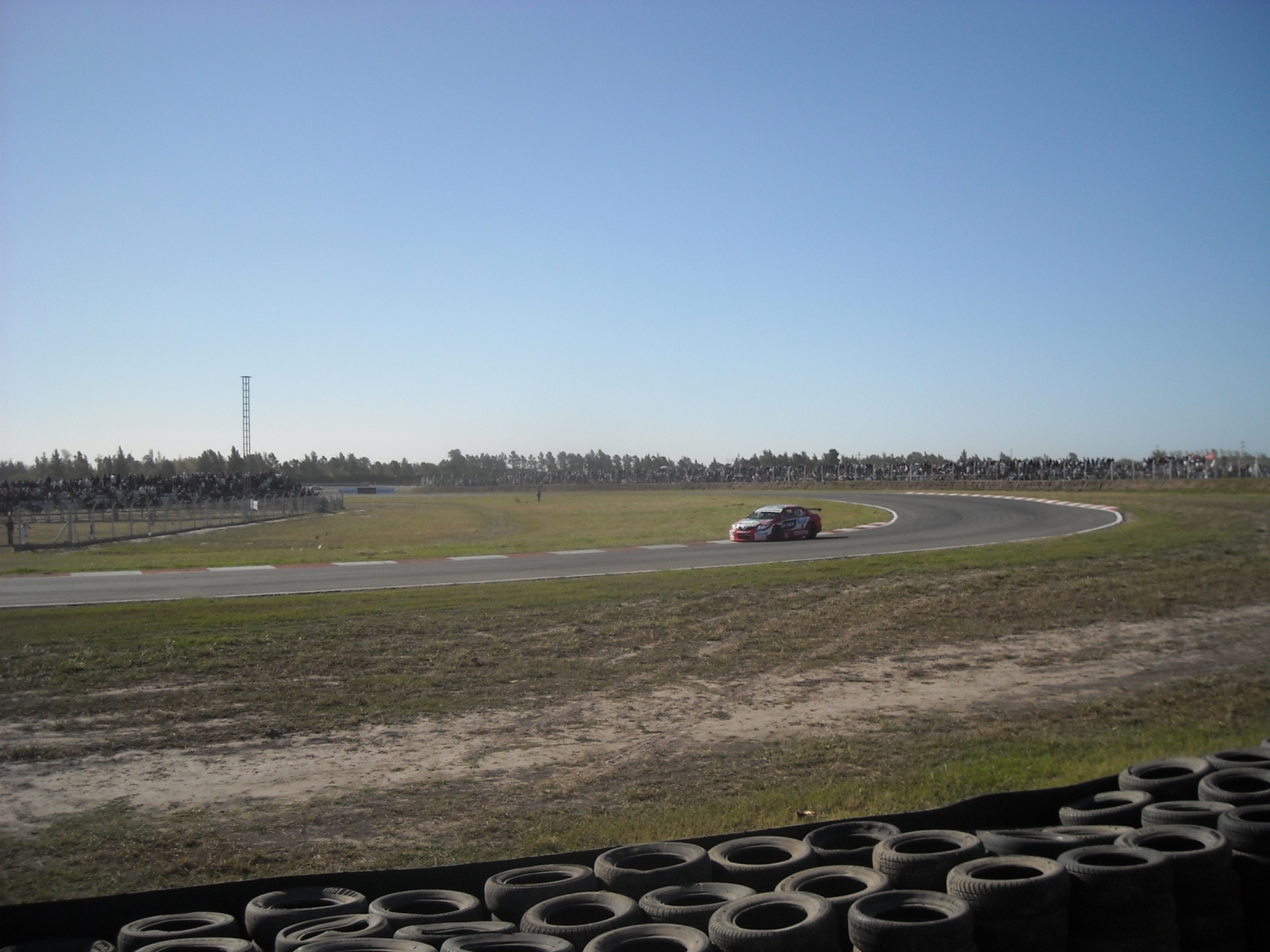
Clasificación del Súper TC 2000 en 2012.

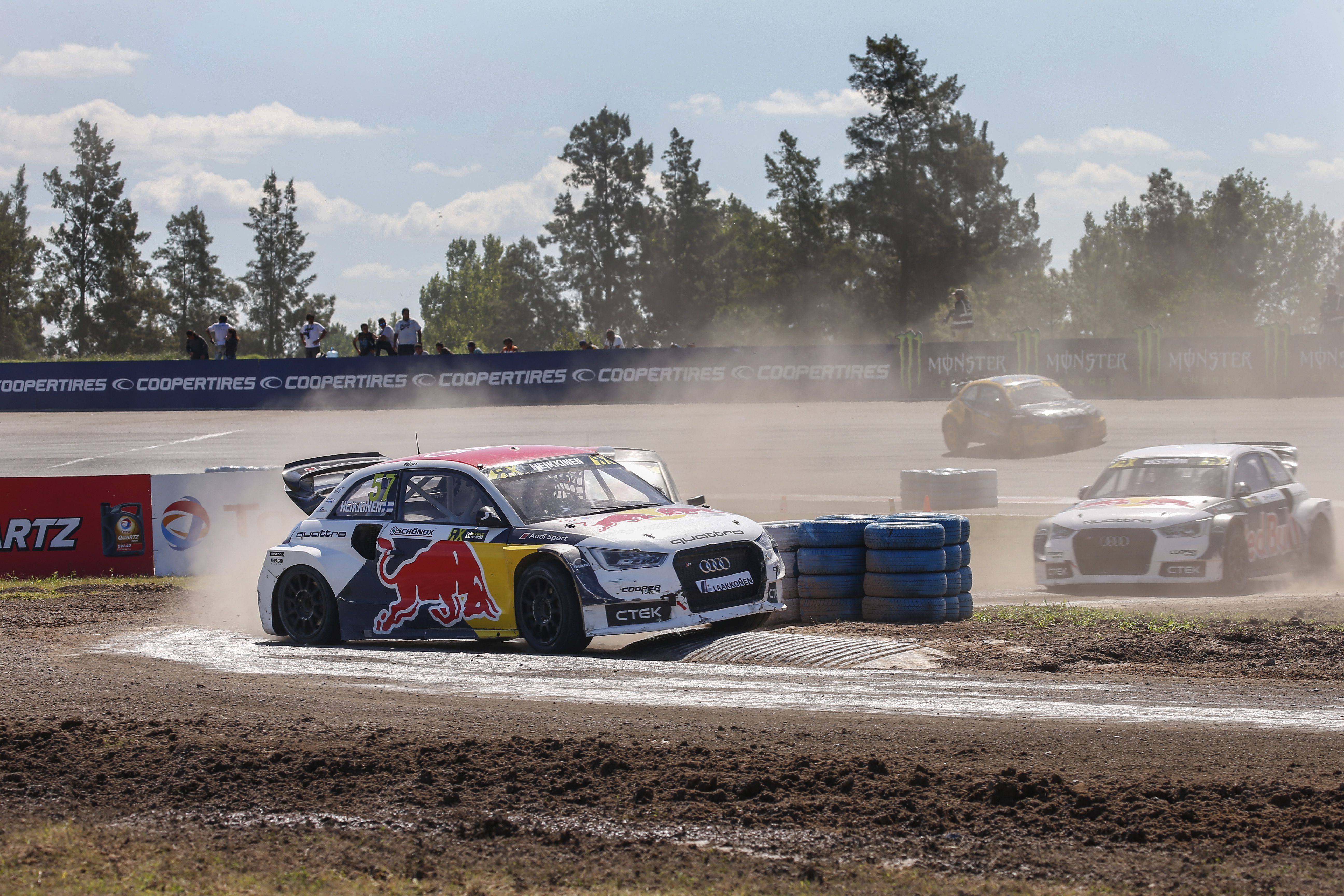
World RX de Argentina 2016.

El TC 2000 volvió al año siguiente para disputar la primera fecha del calendario. En dicha carrera Ernesto Bessone, con un Ford Sierra, marcó la pole con un tiempo de 1'06"421, a una velocidad promedio de 143.629 km/h. El mismo Bessone fue quien se subió a lo más alto del podio escoltado por René Zanatta, con otro Ford Sierra, y Guillermo Maldonado, con un VW Gol 1.8.
Dos fueron las carreras que se corrieron en 1995, ambas con poles y triunfos de Juan María Traverso con un Peugeot 405 oficial. En la primera el Flaco fue escoltado por coequiper Miguel Ángel Guerra y por Ernesto Bessone con un Ford Escort 1.8; mientras que en la segunda superó a Guillermo Ortelli con un Ford Escort XR3, y a Ernesto Bessone.
La última competencia de TC 2000 en Rosario en la década de 1990 fue el 17 de marzo de 1996 con la pole, una de las series, la final y el récord de vuelta logrados por Miguel Ángel Guerra con un Peugeot 405, delante de Juan María Traverso, con otro Peugeot 405, y Ernesto Bessone, con un Ford Escort XR3.
La vigilia deportiva se extendió hasta el año 2000 cuando se presentó el Campeonato Sudamericano de Superturismos.
En 2001 la Municipalidad de Rosario rescindió el contrato de concesión y creó la Empresa del Estado Municipal "Autódromo Ciudad de Rosario" que anunció obras de infraestructura en relación con energía eléctrica, agua potable, forestación, alargue de la pista a 3.200 m, ensanchado de la pista, construcción de un playón de boxes, dragado del arroyo Ludueña. Las obras nunca se llevaron a cabo.
El 18 de julio de 2004, después de dos años sin competencias nacionales y con un deterioro en la infraestructura que dejó a Rosario con limitadas competencias zonales, se presentó el Top Race.
En la primera carrera de la séptima fecha del campeonato se impuso Julio Catalán Magni con un Citroën Xsara, consiguiendo el primer triunfo de la marca en la categoría; lo escoltaron Alejandro Bini, con un Chevrolet Vectra II y Ernesto Bessone, con un Ford Escort Zetec. En la segunda carrera Gustavo Tadei logró su primer triunfo en la categoría al comando de un Chevrolet Vectra II, secundado por Rafael Moro con un Honda Civic y Alejandro Bini.
Esta carrera fue por muchos años fue la última carrera corrida en la ciudad y la número 76 entre categorías nacionales e internacionales.
En 2006 la Municipalidad de Rosario aprueba los pliegos de bases y condiciones para llamar a licitación pública para la concesión del autódromo, sin embargo no se presentan oferentes y los proyectos de mejora vuelven a quedar en la nada.
Durante 2010 se constituye un nuevo consejo administrador de la Empresa del Estado Municipal que reactiva el proyecto y, en 2011, inicia las acciones para rehabilitar el uso del autódromo y licita la primera parte de la obra de remodelación del circuito.
En 2012 finalizaron las obras y se concretó de una nueva carrera del Súper TC 2000 el 22 de abril de dicho año.